# 龙政街道
龙政街道是中华人民共和国黑龙江省大庆市龙凤区下辖的一个街道办事处。

## 行政区划
龙政街道下辖以下村级行政区划单位：
东城华彩社区、东城锦绣社区、明秀社区、经纬社区、华溪社区。